# Romolo il Grande
Romolo il Grande (tedesco: Romulus der Große) è una commedia in quattro atti in lingua tedesca di Friedrich Dürrenmatt scritta nel 1949.
Ambientata nel 476, il 15 e 16 marzo, narra della caduta dell'Impero romano d'Occidente, attesa e accolta con disinteresse dal suo ultimo imperatore, Romolo Augusto.

## Trama
L'Impero romano è allo sfascio: Il prefetto della cavalleria Spurio Tito Mamma, porta
cattive notizie da Pavia sotto assedio e l'ultimo messaggio del generale romano Flavio Oreste all'imperatore Romolo Augusto. Il quale, disgustato dai fasti del passato, sembra quasi compiacersi della marcia trionfale che accompagna la calata dei germani verso Roma, sotto la guida di Odoacre. Le casse imperiali sono vuote ma Romolo non sembra curarsene.
Se ne sta alla larga da Roma nella residenza estiva in Campania, e si dedica serenamente, nella propria villa, alla pollicultura.
Invano, il ricchissimo Cesare Rupf, eccelso fabbricante di calzoni, di origine germana, offre a Romolo un'occasione d'oro per salvare l'Impero: propone milioni di sesterzi ed il respingimento immediato dei barbari in cambio della figlia dell'imperatore, Rea, e di una salvifica fusione fra impero romano e la propria ditta. Romolo, incredibilmente, rifiuta l'offerta sia perché non approva che sua figlia sia costretta a sposare un uomo, sia perché il suo vero scopo non è quello di salvare l'impero.

## Filmografia
Dall'opera è stato realizzato nel 1971 un film TV per la RAI, diretto da Daniele D'Anza e con Paolo Stoppa, Annamaria Guarnieri, Arnoldo Foà e Stefano Satta Flores.

## Edizioni
- Friedrich Dürrenmatt, Romolo il Grande, Traduzione in italiano di Aloisio Rendi, Marcos y Marcos, 2006,  p. 145, ISBN 978-88-7168-443-7.